# Olga Tarrasó
Olga Tarrasó Climent (Navarrés, 1956) es una arquitecta española.

## Biografía
Titulada por la Escuela Técnica Superior de Arquitectura de Barcelona (ETSAB, Universidad Politécnica de Cataluña-UPC) en 1982 y máster en arquitectura del paisaje por la UPC en 1985, ha formado parte de la Oficina de Proyectos Urbanos del Ayuntamiento de Barcelona desde su fundación, en 1981, hasta el año 2000. Ha combinado la actividad profesional con la académica, impartiendo clases en varias escuelas de arquitectura, ingeniería agrícola y de diseño de toda Europa.
Desde 1991 trabaja como arquitecta en el estudio Espinàs i Tarrasó, con la elaboración de una gran diversidad de proyectos en las disciplinas de paisaje, arquitectura y diseño, con la colaboración de otros equipos pluridisciplinares y trabajando en ámbitos geográficos tan diversos como Marruecos, en Europa Berlín, Bélgica, Francia y los países escandinavos, o en la ciudad coreana de Gwanj-ju. Entre sus obras destacan el paseo Marítimo de la Barceloneta (premio FAD 1996) y la cobertura de la Ronda del Mig (premio Década 2006), en Barcelona, el plan de ordenación del Puerto Viejo de Tánger (2010-2011), el paseo Marítimo de Badalona (2012), el proyecto de los espacios exteriores del Campus Besòs de la UPC (2016) y el plan de ordenación Media Park en Bruselas (2014-2020).
Cuenta con una dilatada experiencia formando parte de varios jurados de arquitectura, como el premio Ciudad de Barcelona de Arquitectura y Paisaje, el premio FAD y el Premio Europeo del Espacio Público Urbano, entre otros.